# Conero Planet Volley Team 1973
La Conero e Ponterosso Volley Club Ancona è una società pallavolistica di Ancona.

## Storia della società
La società nacque ufficialmente nel 2003 ed è nata da varie fusioni tra club minori unitisi nel corso degli ultimi decenni. Trae origine dalla Polisportiva Pietralacroce (sorta nel 1973), poi Conero Volley (dal 1985, dopo la fusione con l'Endas Ancona), che nel 2003 si fuse con la Ponterosso Volley, la quale era sorta a sua volta nel 1987.
La neonata società partecipò dal 2004 al campionato di Serie B1; immediatamente promossa in Serie A2, rinunciò alla partecipazione al campionato 2005-06 in favore dell'Isernia. Reiscritta in B1, retrocesse in B2. Vinto quel campionato nel 2008, si confermò nei play-off di B1 2008-09, conquistando per la seconda volta nella sua breve storia la promozione in A2 con sponsor Edilcost.